# Sit blanc-i-negre
El sit blanc-i-negre (Calamospiza melanocorys) és una espècie dels passerèl·lids de l'oest d'Amèrica del Nord. Nia al Canadà i als Estats Units i hiverna al sud d'aquest últim país i a Mèxic. Forma part del gènere monotípic Calamospiza.

## Descripció
És un ocell petit cantor, amb un bec curt, gruixut i blavós. Té una gran taca blanca a les ales i una cua relativament curta amb puntes blanques a l'extrem de les plomes. Els mascles reproductors tenen un cos totalment negre amb una gran taca blanca a la part superior de l'ala. Els mascles i les femelles no reproductors son semblants i són de color marró grisenc amb ratlles blanques.
Mesura entre 14 i 18cm, pesa entre 37 i 43g i té una envergadura de 25 a 28cm

## Distribució i hàbitat
És l'espècie més freqüent de passeriformes que es troben a les praderies d'Amèrica del Nord. El seu hàbitat de reproducció són les regions de les prades al centre del Canadà i al centre-oest dels Estats Units. Aquests ocells migren en bandades a l'hivern al sud de Texas, Arizona i l'altiplà del nord de Mèxic a la tardor.

## Comportament

### Cria
El sit blanc-i-negre sol nidificar en colònies disperses. Els mascles volen sobre el seu territori i canten mentre baixen per declarar la propietat d'un territori de nidificació. El cant consisteix en una barreja de xiulets i trins. La crida és suau.
El niu és una copa oberta a terra en una zona herbosa.
Tot i que són socialment monògams, solen aparellar-se amb altres individus. En els ocells cantors, es suggereix que la monogàmia social existeix a causa de les oportunitats limitades de poligínia. Com era d'esperar, hi ha una agressió considerable entre mascles i entre femelles, competint per la parella. Molts mascles són incapaços de trobar parella social, cosa que es pot atribuir a la proporció de sexes de la cria esbiaixada en favor dels mascles, la monogàmia social i la freqüència de la paternitat extra-parella. Aconseguir parella social és un element essencial de la condició física d'un mascle, per tant, l'èxit de l'aparellament social té un paper important en la selecció variable de trets masculins.
La selecció sexual en el sit blanc-i-negre és particularment interessant, ja que l'elecció de la parella femenina és radicalment diferent d'un any a l'altre. En diferents anys, les femelles mostren preferència en funció de la coloració negra dels mascles, la mida del pegat de l'ala, la mida del bec, així com altres característiques. La conseqüència d'aquesta variació extrema de l'elecció femenina d'un any a un altre és el manteniment de la variació genètica en diversos ornaments sexuals masculins diferents. Un estudi mesura el color del cos, la proporció de plomes negres i marrons a la gropa i a la resta del cos, la mida del pegat alar, el color del pegat alar, la mida del cos, la mida del bec i la massa residual, per tal d'avaluar les múltiples característiques potencialment seleccionades per les femelles. Es va mesurar l'èxit de l'aparellament social i l'aptitud total anual, trobant l'elecció femenina com el factor principal. La plasticitat en l'elecció femenina es veu afavorida per adaptar-se als canvis en els entorns ecològics i socials.
La flexibilitat temporal en l'elecció femenina és paral·lela al fenomen observat en els pinsans de Darwin, amb diferents mides i formes de bec afavorides per canviar el subministrament d'aliments al llarg dels anys, definida com a selecció temporal en el context de la selecció natural. En els sits blanc-i-negre, un tret pot ser motiu de selecció un any i probablement ser-ho de rebuig un altre any. Aquestes fluctuacions posen de manifest la importància de mirar els patrons de selecció sexual durant un període prolongat de temps abans de treure cap conclusió. Mirant períodes curts, però, és possible identificar la preferència femenina anualment, però és difícil fer cap extrapolació per a aquestes avaluacions. Una conseqüència addicional de la variació anual de l'elecció femenina és l'eliminació potencial de la selecció fenotípica per a l'exageració dels trets masculins.
Els mascles es caracteritzen com a febles territorialment parlant abans de l'aparellament, però, hi ha hagut algunes evidències sobre les característiques del territori que es correlacionen amb l'assentament femení, per tant amb l'èxit reproductiu femení. Els estudis han demostrat que l'ombra és un recurs important per a l'èxit reproductiu femení. Com a característica limitadora de l'aptitud física, seria raonable esperar que això pugui explicar les tendències existents perquè els mascles siguin territorials. No obstant això, els nivells d'agressivitat masculina no canvien, la qual cosa porta a la conclusió que l'elecció femenina es correspon amb canvis en els trets indicadors de la condició física. L'aparellament amb individus addicionals s'ha correspost amb la qualitat del lloc de nidificació, afegint més caracterització a l'agressivitat masculina.

### Alimentació
El sit blanc-i-negre s'alimenta principalment a terra, menjant principalment insectes a l'estiu i llavors a l'hivern; de vegades fan vols curts perseguint insectes. Fora de l'època de nidificació, sovint s'alimenten en grup.